# Episodi di SpongeBob (nona stagione)
La nona stagione di SpongeBob è in onda in America dal 21 luglio 2012. In Italia due episodi sono andati in onda il 6 ottobre 2014 su Nickelodeon, mentre l'episodio SpongeBob cerca lavoro è andato in onda il 21 marzo 2014 dopo una maratona di vecchi episodi chiamata La carriera di SpongeBob, andata in onda dal 17 al 20 marzo. Tre episodi, stranamente, non erano ancora andati in onda negli Stati Uniti, tuttavia sono andati in onda in Grecia nel 2013. Alla fine l'episodio nº 185 è andato in onda negli Stati Uniti il 17 febbraio 2014, mentre il nº 188 è andato in onda il 29 marzo. Questa è la prima stagione ad essere trasmessa nel formato 16:9, mentre la sigla viene ancora utilizzata fin dalla prima stagione con il formato pillarbox in 16:9, e poi a partire dall'episodio 201, la sigla è stata modificata è ridisegnata con il formato 16:9 in alta definizione.
In Italia dal 7 ottobre 2013 vanno in onda su Nickelodeon gli episodi restanti. In chiaro viene trasmessa da Super!
È la stagione più lunga della serie essendo durata ben 4 anni (2012-2016).
| nº  | nº | Titolo originale            | Titolo italiano                  | Prima TV USA      | Prima TV Italia  |
| --- | -- | --------------------------- | -------------------------------- | ----------------- | ---------------- |
| 179 | 1  | Extreme Sports              | Sport Estremi                    | 21 luglio 2012    | 10 ottobre 2014  |
| 179 | 1  | Squirrel Record             | I record di Sandy                | 21 luglio 2012    | 10 ottobre 2014  |
| 180 | 2  | Patrick-Man!                | Patrick-Man!                     | 27 ottobre 2012   | 7 ottobre 2014   |
| 180 | 2  | Gary's New Toy              | Il nuovo gioco di Gary           | 14 ottobre 2012   | 7 ottobre 2014   |
| 181 | 3  | License to Milkshake        | Licenza di frullare              | 7 settembre 2012  | 8 ottobre 2014   |
| 181 | 3  | Squid Baby                  | Il piccolo Squiddi               | 3 settembre 2012  | 8 ottobre 2014   |
| 182 | 4  | Little Yellow Book          | Il diario segreto                | 2 marzo 2013      | 7 ottobre 2013   |
| 182 | 4  | Bumper to Bumper            | C'è solamente la strada          | 17 novembre 2012  | 7 ottobre 2013   |
| 183 | 5  | Eek, an Urchin!             | Invasione di ricci               | 27 ottobre 2012   | 9 ottobre 2014   |
| 183 | 5  | Squid Defense               | Lezioni di karate                | 1º gennaio 2013   | 9 ottobre 2014   |
| 184 | 6  | Jailbreak!                  | Evasione!                        | 16 marzo 2013     | 1º aprile 2015   |
| 184 | 6  | Evil Spatula                | La spatola malefica              | 9 marzo 2013      | 23 febbraio 2015 |
| 185 | 7  | It Came From Goo Lagoon     | La minaccia arriva da Laguna Goo | 17 febbraio 2014  | 1º novembre 2014 |
| 186 | 8  | Safe Deposit Krabs          | Interessi anticipati             | 25 maggio 2013    | 24 febbraio 2015 |
| 186 | 8  | Plankton's Pet              | L'animaletto di Plankton         | 19 gennaio 2013   | 25 febbraio 2015 |
| 187 | 9  | Don't Look Now              | Non voglio guardare!             | 14 ottobre 2013   | 31 ottobre 2014  |
| 187 | 9  | Séance Shméance             | La seduta spiritica              | 14 ottobre 2013   | 31 ottobre 2014  |
| 188 | 10 | Kenny the Cat               | Kenny il gatto                   | 29 marzo 2014     | 26 febbraio 2015 |
| 188 | 10 | Yeti Krabs                  | Lo Yeti e i Krabby Patty         | 29 marzo 2014     | 27 febbraio 2015 |
| 189 | 11 | SpongeBob, You're Fired!    | SpongeBob cerca lavoro           | 11 novembre 2013  | 21 marzo 2014    |
| 190 | 12 | Lost in Bikini Bottom       | Perso a Bikini Bottom            | 16 luglio 2015    | 7 marzo 2016     |
| 190 | 12 | Tutor Sauce                 | Istruttore di guida              | 16 luglio 2015    | 7 marzo 2016     |
| 191 | 13 | Squid Plus One              | Squiddi più uno                  | 7 settembre 2015  | 8 marzo 2016     |
| 191 | 13 | The Executive Treatment     | Business patty                   | 7 settembre 2015  | 8 marzo 2016     |
| 192 | 14 | Company Picnic              | Picnic aziendale                 | 25 settembre 2015 | 9 marzo 2016     |
| 192 | 14 | Pull Up a Barrel            | Seduti su un barile              | 18 settembre 2015 | 9 marzo 2016     |
| 193 | 15 | Sanctuary!                  | Rifugio per lumache              | 16 ottobre 2015   | 10 marzo 2016    |
| 193 | 15 | What's Eating Patrick?      | Quanto mangerà Patrick?          | 2 ottobre 2015    | 10 marzo 2016    |
| 194 | 16 | Patrick! The Game           | Patrick! Il gioco                | 11 novembre 2015  | 11 marzo 2016    |
| 194 | 16 | The Sewers of Bikini Bottom | Le fogne di Bikini Bottom        | 11 novembre 2015  | 11 marzo 2016    |
| 195 | 17 | SpongeBob LongPants         | SpongeBob e i pantaloni lunghi   | 15 febbraio 2016  | 14 marzo 2016    |
| 195 | 17 | Larry's Gym                 | La palestra di Larry             | 15 febbraio 2016  | 14 marzo 2016    |
| 196 | 18 | The Fish Bowl               | Sotto osservazione               | 2 maggio 2016     | 12 dicembre 2016 |
| 196 | 18 | Married to Money            | La sposa ideale                  | 3 maggio 2016     | 12 dicembre 2016 |
| 197 | 19 | Mall Girl Pearl             | Perla trova lavoro               | 12 marzo 2016     | 13 dicembre 2016 |
| 197 | 19 | Two Thumbs Down             | Pollici in su                    | 12 marzo 2016     | 13 dicembre 2016 |
| 198 | 20 | Sharks vs. Pods             | Sharks contro Polps              | 4 maggio 2016     | 14 dicembre 2016 |
| 198 | 20 | CopyBob DittoPants          | Le Spongecopie                   | 5 maggio 2016     | 14 dicembre 2016 |
| 199 | 21 | Sold!                       | Case in vendita                  | 6 maggio 2016     | 15 dicembre 2016 |
| 199 | 21 | Lame and Fortune            | I biscotti della fortuna         | 11 luglio 2016    | 15 dicembre 2016 |
| 200 | 22 | Goodbye, Krabby Patty?      | Addio, Krabby Patty?             | 20 febbraio 2017  | 19 maggio 2017   |
| 201 | 23 | Sandy's Nutmare             | La quercia malata                | 12 luglio 2016    | 19 dicembre 2016 |
| 201 | 23 | Bulletin Board              | La bacheca                       | 1 ottobre 2016    | 19 dicembre 2016 |
| 202 | 24 | Food Con Castaways          | Un panino per vincere            | 13 luglio 2016    | 20 dicembre 2016 |
| 202 | 24 | Snail Mail                  | Il messaggio sbavato             | 22 ottobre 2016   | 20 dicembre 2016 |
| 203 | 25 | Pineapple Invasion          | Iscursione all'ananas            | 14 luglio 2016    | 21 dicembre 2016 |
| 203 | 25 | Salsa Imbecilicus           | Salsa Imbecillicus               | 15 luglio 2016    | 21 dicembre 2016 |
| 204 | 26 | Mutiny on the Krusty Krab   | L'ammutinamento del Krusty Krab  | 8 ottobre 2016    | 22 dicembre 2016 |
| 204 | 26 | The Whole Tooth             | Via il dente, via il dolore      | 3 dicembre 2016   | 22 dicembre 2016 |

## Sport estremi
Durante una giornata a Laguna Goo, SpongeBob e Patrick scoprono che ci sono i Drasticals, un gruppo di persone spericolate che si dedicano agli sport estremi. Così il duo decidono di partecipare ai giochi estremi per sfidare contro i Drasticals. Dopo aver avuto delle competizioni pericolose, un tizio inglese aggiudica che entrambi non sono vincitori.

## I record di Sandy
SpongeBob viene coinvolto da Sandy in una serie di attività quanto mai bizzarre: quest'ultima sta cercando infatti di superare alcuni record strampalati basandosi su un libro. SpongeBob, preoccupato, cerca di rubare il libro per mettere fine alla follia, soltanto che, camuffatosi tra i robot, rischia di fare una brutta fine visto che i robot devono essere distrutti per uno dei record da battere. Alla fine l'autore del libro rivela che il libro in possesso dello scoiattolo era dell'edizione scorsa, e complimenta tuttavia SpongeBob per aver superato veramente un record: il maggior numero di incidenti avuti aiutando un amico.

## Patrick-Man!
Patrick è disperato perché vorrebbe fare anche lui qualcosa nella vita. La stella marina, dopo aver sentito una frase dal giocattolo parlante di Waterman, decide di diventare un supereroe e combattere il crimine, così si "trasforma" nel supereroe Patrick-Man. In questa nuova veste Patrick continua però a essere il pasticcione di sempre e combina vari guai. L'apice viene raggiunto al Krusty Krab, dove Patrick inizia a tirare le facce ai clienti convinto che tra di loro si nasconda un pericoloso criminale travestito. Mr. Krab, furioso, allontana Patrick dal locale, ma in quel momento i sospetti di quest'ultimo si rivelano inaspettatamente giusti: uno dei clienti, un'anziana signora, è in realtà Bolla Sporca, nemico di Waterman & Supervista. Impreparato per un simile evento, Patrick si limita a lanciargli vari oggetti compreso SpongeBob, che viene divorato da Bolla Sporca, ma alla fine riesce a sconfiggerlo e a liberare l'amico facendo scoppiare il nemico con la punta della sua testa. Patrick viene acclamato da tutti come un eroe, ma la stella marina capisce che è faticoso essere un supereroe e decide quindi di ritornare il Patrick di sempre. Tuttavia, Krab gli mostra il locale distrutto e gli dice che "i suoi servigi sono richiesti per un'ultima volta".

## Il nuovo gioco di Gary
SpongeBob nota che Gary sta iniziando a mordere tutto ciò che gli capita a tiro. Così decide di portare l'animale in un negozio di giocattoli, dove, dopo molte peripezie, la lumaca troverà un nuovo giocattolo tutto suo: una palla piccola e rossa con cui finisce per giocarci. Quindi se ne va con quella proseguendo in sua libertà, solo che SpongeBob ogni volta che vede lui con la palla, lo avverte che diventerà al più presto diabolico. SpongeBob, terrorizzato ed esasperato dall'azione di Gary, che gli sta mordendo la mano, se ne va. Alla fine Gary è stanco di giocare con la palla e, per sbarazzarsi di quella, decide di metterla nel frullatore e di distruggerla, facendo però esplodere la casa. Alla fine Gary trova SpongeBob, che lo perdona.

## Licenza di frullare
SpongeBob prepara un frullato "Milkshake" a un cliente, ma quest'ultimo è molto disgustato, poiché il frullato è tutto solido e la licenza di frullare di SpongeBob è scaduta da anni. Mr. Krab lo porta, per fargli ritrovare la fiducia, all'Accademia del Frullato, dove il Capitano Frosty spiega a SpongeBob e agli altri gli ingredienti per farlo. SpongeBob ci prova, ma lui ingarbuglia le cose avendo infinite difficoltà, e tutti i tentativi di farne uno si rivelano vani, facendo infuriare il capitano. Mentre il capitano cerca di insegnare a SpongeBob come fare i milkshake, il suo braccio viene risucchiato dal bicchiere della macchina per i frullati, ma fortunatamente SpongeBob lo salva poco prima che la macchina esploda in mille pezzi. Il capitano Frosty perdona SpongeBob, dicendogli che creare buoni frullati è un gesto che proviene dal profondo del cuore, e infatti, al Krusty Krab, la spugna riesce finalmente a farli bene, ricevendo i complimenti dagli altri, ottenendo la nuova licenza dei frullati.

## Il piccolo Squiddi
Squiddi, dopo aver preso un colpo in testa, pensa di essere un neonato e si comporta in modo puerile. SpongeBob e Patrick, dopo che il dottore ha detto ai due che non c'è nessuna cura per Squiddi, sono costretti a prendersi cura di lui, cosa che risulta difficile. Al Krusty Krab, SpongeBob deve cambiare il pannolino a Squiddi, ma, non essendoci un fasciatoio, finisce col doverglielo cambiare in cassa, facendo scappare i clienti dal locale. Mr. Krab ordina a SpongeBob e Squiddi di uscire dal ristorante; tuttavia la spugna scivola e cade a terra e al polpo finiscono addosso dei cubetti di ghiaccio che gli sgonfiano la testa, facendolo ritornare come prima.

## Il diario segreto
Squiddi scopre che SpongeBob custodisce un diario speciale con tutti i suoi segreti più profondi. Di conseguenza il burbero calamaro inizia a incuriosirsi e a leggere ingiustamente le pagine del diario segreto presentando i segreti di SpongeBob ai clienti del Krusty Krab. Quando SpongeBob si accorge dell'ingiustizia di Squiddi, scappa piangendo amaramente, e tutti gli abitanti di Bikini Bottom si rattristano e iniziano a odiare Squiddi, denominandolo come un lettore di diari ipocrita e malvagio. Squiddi perde in seguito la casa e viene condannato dalle autorità alla gogna dove gli vengono lanciati pomodori in faccia. Alla fine Squiddi si pente dinanzi a SpongeBob il quale tuttavia è felice per essere grazie al suo aiuto diventato uno scrittore famoso e subito dopo cerca di aiutarlo chiarendo l'equivoco con gli abitanti di Bikini Bottom. Sfortunatamente i piani non andranno così: SpongeBob scappa in lacrime vedendo che Squiddi sta leggendo un altro suo diario segreto e quest'ultimo dice ridendo che valeva la pena di leggere continuando a essere colpito in faccia dai cittadini infuriati.

## C'è solamente la strada
Un pesce sta facendo il corso di scuola guida perfettamente con la signora Puff, e poi è il turno di SpongeBob. La Puff diventa molto arrabbiata con SpongeBob dopo aver fallito la prova un'altra volta. Ben presto, l'istruttrice di guida capisce che SpongeBob ha paura del percorso a ostacoli e che sbaglia perché va nel panico e decide di farlo guidare su una strada abbandonata. La signora Puff gli dice di continuare a ripetere "C'è solamente la strada" perché SpongeBob ritrovi la sua fiducia. In seguito la Puff dice a SpongeBob di parcheggiare, ma egli si è ipnotizzato in uno stato di intontimento e non può concentrarsi su ciò che sta facendo. Finisce presto fuori strada e dà di matto. SpongeBob torna sulla strada, ma è su un'autostrada superaffollata e si congela dalla paura. Un poliziotto li ha visti e ha pensato che fossero conducenti spericolati e inizia un inseguimento. A fine episodio SpongeBob ottiene la patente, ma l'esame viene annullato e ritenuto illegale, perché la signora Puff ha attraversato i limiti della contea, cosa che lei non avrebbe dovuto fare. Il poliziotto strappa la patente di SpongeBob, la signora Puff va in galera e dice a SpongeBob che gliela farà pagare.

## L'invasione dei ricci
SpongeBob, nella cucina del Krusty Krab, nota che c'è un riccio di mare (l'equivalente di un ragno). Non riuscendo a scacciarlo da soli, la spugna, Squiddi e Mister Krab convocano Plankton, incaricato di travestirsi da riccio femmina di modo che il riccio, attratto, se ne vada, ma finisce con attirarne altri e il locale resta invaso. SpongeBob tuttavia riesce a intrappolarli in un bidone dell'immondizia, solo che inavvertitamente li libera nei pressi del Krusty Krab.

## Lezioni di karate
Squiddi crede di essere stato vittima di un'aggressione, allora cerca di farsi insegnare da Sandy l'arte del karate per difendersi, e gli viene anche conferita una medaglia da karateka, solo che alla fine gli verrà requisita per aver usato le arti marziali per attacco anziché difesa.

## Evasione
Plankton è in prigione, ma riesce a progettare un piano d'evasione arringando i suoi compagni di prigione. Il piano riesce, ma naturalmente, SpongeBob e Mr. Krab sistemeranno le cose.

## La spatola malefica
Plankton mette in atto un complicato piano per ingannare SpongeBob: prima gli spezza la spatola e poi lo convince a prendere una spatola parlante, comandata da lui, che può anche fare molte altre cose tra cui pulire la lettiera di Gary, naturalmente per rubare la ricetta segreta del Krabby Patty. Tuttavia Mr. Krab se ne accorge e, fingendo di rivelare a Plankton la formula, gli fa preparare un misto di esplosivi che lo fa saltare in aria.

## La minaccia arriva da Laguna Goo
SpongeBob e Patrick, sulla spiaggia, trovano delle strane bolle di fango violastro, definito da loro "Superfango", che può fare molti giochi divertenti e si rivela molto utile per certi mestieri. Sandy tuttavia mette i suoi amici in guardia: queste bolle, infatti, sono molto instabili e, se dovessero esplodere, causerebbero molti danni alla città. Sentendo quest'ultima parte, Plankton prende la palla al balzo per un altro dei suoi subdoli machiavellismi per rubare la ricetta segreta del Krabby Patty. Dirige infatti una bolla di Superfango contro il Krusty Krab, in modo da mettere Mr. Krab alle strette minacciando di distruggere con essa tutta Bikini Bottom se non gli consegnerà la formula seduta stante. Krab acconsente, ma Plankton fa esplodere comunque la bolla. Il vecchio granchio lo gioca tuttavia per l'ennesima volta: furbescamente, gli dà una bottiglietta contenente un candelotto di dinamite che lo fa esplodere con tutta la sua navicella. SpongeBob, per ripulire gli abitanti insozzati dal fango, utilizza delle bolle giganti, sostenendo che le bolle di sapone risolvono tutto.

## Interessi anticipati
Mr. Krab scopre che hanno aperto una nuova banca dove danno in anticipo gli interessi. Si intrufola all'interno della cassaforte, ma rimane bloccato dentro e inizia a impazzire a causa del poco ossigeno. SpongeBob prova a salvarlo, ci riesce, ma entrambi vengono cacciati dalla banca per via dei deliri di Krab.

## L'animaletto di Plankton
Plankton decide di comprare un animaletto domestico: un'ameba di nome Spot. Tuttavia, a un certo punto scompare e il piccolo batterio va alla sua ricerca con SpongeBob. Quando il duo viene attaccato dagli animali dello zoo, Spot li salva in extremis. 

## Non voglio guardare!
SpongeBob e Patrick vanno al cinema a vedere un film dell'orrore intitolato Il Pescatore 4, ma ne escono traumatizzati. Ovunque vanno, ora i due si guardano le spalle per non ritrovarsi il temuto Pescatore davanti. Squiddi, non potendo più sopportare le loro fobie, decide di travestirsi da Pescatore per spaventarli, ma il piano gli si ritorcerà contro, poiché Patrick, credendo che il Pescatore abbia preso Squiddi, lo tramortisce mandandolo all'ospedale.

## La seduta spiritica
SpongeBob sente ordinare da un cliente una vecchia ricetta, la Rastichella Coriacea, di cui non conosce gli ingredienti. Mr. Krab gli racconta che veniva cucinata da un certo Rusty il Ciccione, ora defunto. SpongeBob, quella notte, assieme a Patrick, decide quindi di invocare il suo spirito per risalire alla ricetta. La spugna ci riesce, così come a scoprire com'era fatta quella particolare pietanza, tuttavia il profumo del "panino #9" desta altri spiriti che iniziano a infestare il Krusty Krab. SpongeBob e Patrick non riescono a mandarli via, ma fortunatamente Mr. Krab interviene e gli sgraditi ospiti tornano a casa. Il giorno dopo SpongeBob serve all'anziano cliente un'autentica Rastichella Coriacea, mentre Patrick gira ancora attorno al ristorante urlando e ululando dal terrore.

## Kenny il Gatto
SpongeBob non vede l'ora di incontrare il suo idolo, Kenny il Gatto, che pare riuscire a tenere il fiato sott'acqua. Arrivati al Krusty Krab, tuttavia, SpongeBob scopre che Kenny è in verità un impostore; Kenny gli dice che la farsa è un suo tentativo di ispirare le persone a superare i propri limiti, perciò i due continuano la messinscena almeno finché non arriva Sandy che smaschera Kenny mettendolo in crisi con un paio di quesiti scientifici, e di conseguenza tutti al Krusty Krab scoprono che è un fasullo e smettono di idolatrarlo. SpongeBob gli dice che, per rimanere speciale, può essere il primo gatto ad amare l'acqua, poco prima di essere rimandato sulla terraferma da Sandy.

## Lo Yeti e i Krabby Patty
Per fare in modo che Squiddi lavori al Krusty Krab (pur non essendoci clienti), Mr. Krab gli racconta una leggenda di un gigantesco yeti dalle sue sembianze che divora i lavoratori pigri. Anche SpongeBob finisce per farsi suggestionare e finisce per entrare in una frenesia lavorativa, soprattutto all'arrivo di un vero Yeti Krab. Squiddi, credendo che lo yeti sia in verità lo stesso Krab travestito e che tutta la storia sia solo una farsa, si traveste da yeti e infastidisce lo Yeti Krab. In quel momento Mr. Krab arriva e allora Squiddi capisce che era un vero yeti. Furioso, lo yeti quasi li divora tutti e tre, ma riescono a salvarsi quando SpongeBob gli prepara dei Krabby Patty per saziare il suo appetito.

## SpongeBob cerca lavoro
Mr. Krab dice a SpongeBob che è licenziato, poiché non ha guadagnato molti soldi durante il periodo in cui quest'ultimo ha lavorato. Non appena SpongeBob scopre l'orrenda notizia, scoppia a piangere, per poi venire accompagnato all'uscita da Squiddi con una carriola. Mentre lo stesso Krab lo sostituisce, SpongeBob torna triste a casa e racconta tutto a Gary e Patrick e la sua vita cade subito dopo in depressione. Alla fine la spugna decide di trovarsi un nuovo lavoro in altri ristoranti e comincia a fare una prova dei lavori. I proprietari dei quattro ristoranti (dove si cucinano rispettivamente hot dog, pizza, taco e Noodle istantanei) però lo licenziano sempre, poiché cucina cibi simili a un Krabby Patty. Un giorno, SpongeBob decide di calmarsi cucinando per Gary del cibo per lumache in scatola, ma subito dopo viene rapito dai proprietari che lo avevano licenziato, che hanno scoperto che in realtà le varianti da lui cucinati hanno un ottimo gusto. Più tardi scoppia una lite fra i rapitori, ma in quel momento arriva Squiddi travestito da un Krabby Patty con le sembianze di una creatura marina, che picchia i proprietari e riporta subito in tempo SpongeBob al Krusty Krab, dove Krab sta facendo scappare via i clienti. Così il granchio si pente dinanzi a SpongeBob chiedendogli di perdonarlo e se vuole essere riassunto. SpongeBob accetta le scuse del capo e ritorna al lavoro. Per ovviare al problema iniziale, Krab installa una toilette a pagamento.

## Perso a Bikini Bottom
SpongeBob, cercando una scorciatoia per andare al lavoro al Krusty Krab, si perde per le strade di Bikini Bottom. Servendosi delle sue scarse capacità di sopravvivenza, prova a ritrovare la strada, arrivando al Krusty Krab maleodorante e malridotto. Alla fine Mr. Krab manda SpongeBob a casa per farsi il bagno, con grande invidia di Squiddi.

## Istruttore di guida
SpongeBob non riesce a lavorare bene al Krusty Krab poiché è triste a causa dell'ennesima bocciatura all'esame per la patente di guida. Krab decide quindi di insegnargli lui stesso a guidare, ma ogni volta SpongeBob va a sbattere contro il Krusty Krab distruggendolo. Inoltre, il pidocchioso granchio mette pure in discussione gli insegnamenti della signora Puff su SpongeBob e non è istruttore qualificato. In seguito, però, il granchio viene multato, avendo infranto una regola, e diventa compagno di scuola nautica di SpongeBob.

## Squiddi più uno
Il postino Norton porta a Squiddi una lettera speciale e il calamaro scopre che è invitato a un incontro importante nella galleria di Diphteria, ma l'invito è valido anche per un amico. Visto che non ha amici, Squiddi decide di fare amicizia con lo stesso postino e Larry, purtroppo non riesce a convincerli di andare all'appuntamento stasera. Fortunatamente, SpongeBob insiste per farlo venire con lui, cosa che infine accetta, però, la spugna usa uno specchio per dimostrare alla gente che il suo vicino ha un amico.

## Business Patty
Patrick vuole assaggiare un "Business Patty", ma è riservato solo a veri dipendenti del ramo economico. Patrick si ritrova quindi coinvolto in una riunione aziendale e, quando chiarisce l'equivoco, viene accusato di spionaggio industriale e arrestato. Alla fine diventa proprietario di una lavanderia e la stella può finalmente mangiare il panino privilegiato.

## Picnic aziendale
Dietro consiglio di SpongeBob, Mr. Krab organizza un "picnic aziendale" con i suoi dipendenti. Tuttavia Plankton arriva e porta delle attrazioni che attireranno Mr. Krab e Squiddi. SpongeBob, l'unico che non era accecato dal consumismo, scopre che tutto ciò che ha portato erano ologrammi, compresi "Simmy" e "Tammy", dopo essere saltato addosso a Mr. Krab, impedendogli di firmare il contratto di Plankton e scaraventando la penna verso l'occhio di Simmy, ma passandoci attraverso, e salvando il suo capo dopo aver colpito con un pugno una macchina, rivelando il vero aspetto decadente delle attrazioni.

## Seduti su un barile
Al Krusty Krab, in una notte di tempesta, Mr. Krab narra a SpongeBob e Squiddi una storia di come lui e il resto della ciurma riuscirono a salvare dei pesci dalla scottatura e di come sconfissero una ciurma di pirati.

## Rifugio per lumache
SpongeBob adotta una lumaca in difficoltà. Presto la situazione degenera e SpongeBob si trasforma in una gattara e il suo ananas in un rifugio per lumache. Un accalappia-lumache, tuttavia, lo libera da tale fardello facendolo ritornare lo SpongeBob di sempre. Soltanto che l'accalappia-lumache ha accidentalmente preso anche Patrick.

## Quanto mangerà Patrick?
Nel giorno dei fondatori di Bikini Bottom, Patrick sfida il campione in carica Oswald McNaulty in una gara al Krusty Krab a chi mangia più Krabby Patty, venendo allenato da Mr. Krab a mangiare senza sentire il sapore. Patrick vince, ma la cintura di campione gli sta stretta a causa della troppa ciccia.

## Patrick! Il gioco
Patrick cerca di inventare un gioco divertente, ma tutti i giochi che inventa si rivelano essere banali rivisitazioni di altri giochi. La stella chiede quindi consiglio a Sandy, che gli suggerisce di prendere tutti i giochi che conosce, ricombinarli e aggiungerci qualcosa di suo. Patrick torna così a casa, prende tutti i giochi da tavolo che ha in casa e li riassembla caoticamente, dando vita a "Patrick! Il gioco". Una volta terminata l'opera, Patrick chiama i suoi amici SpongeBob, Sandy e Squiddi per adoperarlo. L'unico che non apprezza il nuovo gioco di Patrick è Squiddi, il quale, oltre a non sopportarne la totale mancanza di senso, incappa sempre in situazioni del gioco che non gli permettono di partecipare. Inoltre, Patrick continua a scrivere nuove regole sul momento, rendendogli la partita ancora più impossibile. Infine Squiddi perde la pazienza e distrugge il gioco di Patrick, attirando l'attenzione della polizia che arresta il polpo per danneggiamento.

## Le fogne di Bikini Bottom
Mr. Krab incontra l'addetto agli impianti fognari dello stadio di Bikini Bottom, mentre SpongeBob e Squiddi si avventurano nei condotti fognari alla ricerca della cassaforte di Krab.

## SpongeBob e i pantaloni lunghi
Tira un vento gelido e SpongeBob ne soffre non avendo dei pantaloni lunghi. Un eccentrico venditore lo convince a comprare un paio di pantaloni lunghi e da subito fa un super figurone con tutti coloro che lo osservano, ottenendo particolari prestigi. Presto però il ragazzo-spugna si stanca della vita da "adulto" e rinuncia ai nuovi pantaloni.

## La palestra di Larry
Larry l'Aragosta inaugura una nuova palestra e, quando menziona che il primo giorno è gratis, Mr. Krab subito ne approfitta, intendendo permanere nell'edificio per avere gli accessi gratuiti. Anche SpongeBob inizia a frequentare la nuova palestra e alla fine diventa superatletico, solo che ora è troppo grosso per lavorare al Krusty Krab. Dal canto suo Larry, dovendo gestire le nuove iscrizioni, non ha più tempo per allenarsi e comincia a inflaccidirsi. Amareggiati dalle loro nuove condizioni, Larry e SpongeBob si abbracciano piangendo e, in questo modo, SpongeBob si sgonfia tornando al suo fisico normale poiché aveva soltanto seguito il consiglio di Larry: tenersi sempre idratato. Alla fine Krab, avendo utilizzato la sauna della palestra troppo a lungo, si è cotto al vapore.

## Sotto osservazione
Sandy installa un set di videocamere in casa di SpongeBob e coinvolge lui e il suo amico Patrick in un esperimento per vedere il loro "comportamento naturale". Patrick viene incaricato come "capo" e, per questo motivo, si fa prendere un po' la mano finendo per trattare male SpongeBob. I due scoppiano in una brusca lite, perciò Sandy interrompe l'esperimento per riportare tutto alla normalità e decide di realizzare uno nuovo che prevede la cattura di Squiddi in una gabbia con del gelato.

## La sposa ideale
Dal momento che Krab è devoto al suo denaro, Plankton gli suggerisce sarcasticamente di sposarsi con esso. A tal fine inventa "Contantina", un'attraente mazzetta di bigliettoni di cui Krab si innamora e infine sposa, in un altro dei suoi loschi stratagemmi per impossessarsi della ricetta segreta del Krabby Patty. Quando il granchio si accorge dell'inganno, avrà il cuore a pezzi.

## Perla trova lavoro
Perla si accorge che tutte le sue amiche hanno un lavoro. Non riuscendo a trovarne uno "giovanile" al centro commerciale, si fa assumere in un negozio di antiquariato situato in un locale malfamato del centro commerciale gestito da un'eccentrica nonnina. Questo lavoro "da nonnina" la espone allo scherno delle sue amiche, che ricevono tuttavia il loro giusto karma. Infine la nonnina dice a Perla che è giusto godersi la gioventù finché dura.

## Pollici in su
SpongeBob prende l'abitudine di alzare un pollice in su a tutti i suoi amici. A furia di farlo, tuttavia, ne perde l'uso. Con i pollici ingessati, Patrick ruba il posto di lavoro momentaneamente e la spugna entra in depressione. Arriva poi Sandy che incoraggia SpongeBob a non arrendersi. Dopo aver recuperato l'uso, strappa il patto anti-aggressione e sfida Patrick a un incontro di pollici, riuscendo a vincere.

## Sharks contro Polps
SpongeBob entra a far parte della gang degli Sharks, una gang di squali greasers in lotta con una gang rivale, i polpi Polps.

## Le SpongeCopie
Per impossessarsi della ricetta segreta del Krabby Patty, Plankton crea, con una fotocopiatrice, dei sosia di SpongeBob. Il piano non va affatto come aveva sperato, poiché, dopo un po', i cloni di SpongeBob spariscono e tutto torna come prima.

## Case in vendita
Patrick vede un annuncio pubblicitario di un imprenditore che vende case e crede che la sua roccia sia stata venduta e dunque lui sfrattato. Squiddi pesca nel torbido e ne approfitta per far credere che le loro case (sua e di SpongeBob) siano state vendute e affittate da altre famiglie in modo da convincerli a trasferirsi altrove. Il suo piano, però, gli si ritorcerà contro; dopo ciò, Squiddi decide di vendere la casa ma verrà reso impossibile da SpongeBob e Patrick che avevano rovesciato casa sua per "girare le vendite".

## I biscotti della fortuna
SpongeBob vede piovere dalla superficie una cassa contenente dei biscotti della fortuna e crede che possano veramente predire il futuro. Plankton ne approfitta per ordire l'ennesimo piano diabolico: scrive dei bigliettini fasulli e quello che Mr. Krab riceve è: «Se non darai a un piccolo copepode la formula segreta del Krabby Patty, te ne andrai per sempre» (ovvero Krab morirà). Tuttavia, dopo essersi accorto del piano diabolico, Krab gli fa leggere un bigliettino che gli dice: «Molto presto farai un lungo viaggio dove riceverai tutto quello che ti sei meritato». Lo porta perciò in un ristorante cinese live action dove un cliente umano se lo vuole mangiare (simile a ciò che accade a Krab alla fine della puntata Il pozzo dei desideri della stagione 4) e tenta invano di scappare dalle bacchette, tenuta in mano dal cliente, che lo segue. (simile al finale dell'episodio della stagione 1, Un plancton per amico).

## Addio, Krabby Patty?
SpongeBob suggerisce a Mr. Krab l'idea di vendere dei nuovi Krabby Patty surgelati. Tuttavia l'idea si rivelerà pessima: il Krusty Krab diviene soltanto un museo, tutti ottengono un fondoschiena gigantesco causato dallo stesso prodotto e Krab relega i suoi dipendenti a ruoli a loro non adatti. SpongeBob si accorge che la qualità stessa del Krabby Patty è a repentaglio: i Krabby Patty surgelati sono infatti pieni di sabbia. Appena Krab e gli altri se ne accorgono, tutto ritorna alla normalità.

## La quercia malata
Sandy inventa un nuovo tipo di fertilizzante per la sua quercia, che comincia a produrre un'abbondante quantità di ghiande con cui la ragazza-scoiattolo mette a punto una nuova ricetta a base di crema di ghiande. Presto Sandy comincia a preoccuparsi di più di soddisfare le esigenze dei suoi nuovi clienti che del benestare della sua quercia, che diventa sterile e deprimente. Con del concime naturale dal Texas, la quercia ritornerà come nuova.

## La bacheca
Al Krusty Krab viene creata, tramite una bacheca, una vera e propria community in cui ciascuno può lasciare un commento sul locale. I guai iniziano quando un anonimo, che si firma come "PStella-7", inizia a postare cattiverie su tutti, scatenando una feroce faida tra loro a colpi di offese. SpongeBob, Squiddi e Mr. Krab, una notte, essendo la situazione divenuta insostenibile, organizzano un appostamento per scoprire l'identità di PStella-7, che altri non è che Patrick, anche se naturalmente non intendeva rispondere con cattiveria.

## Un panino per vincere
Il Krusty Krab parteciperà alla Food Con, concorso dove viene stabilito l'alimento migliore. SpongeBob, Patrick, Squiddi e Mr. Krab partono a bordo di una scalcagnata roulotte, ma durante il viaggio, si perdono nei boschi e, come se non bastasse, Patrick mangia i panini che erano previsti per la convention. Rifugiatisi in una foresta, Squiddi, Krab e Patrick iniziano a impazzire dalla fame e inseguiranno SpongeBob (simile a Consegna a domicilio, stagione 1), rimasto con l'unico Krabby Patty superstite, fino alla Food Con, dove il Krusty Krab vince.

## Il messaggio sbavato
SpongeBob comincia una relazione per corrispondenza con un amico di penna. SpongeBob gli scrive che di professione fa il cuoco, ma quando Gary sbava l'inchiostro per sbaglio, SpongeBob cade vittima di un malinteso e il suo amico di penna finisce per credere che la spugna sappia volare su un elicottero. Decide di trasformare la "bugia" in verità facendosi insegnare da Sandy, tramite vari metodi, a volare. Ci riuscirà, non prima però di scoprire che l'amico di penna era Patrick e di aver causato un ingente danno schiantandosi con l'elicottero.

## Incursione nell'ananas
SpongeBob viene incaricato da Mr. Krab di custodire la formula segreta del Krabby Patty nel suo ananas, poiché il titolare del Krusty Krab sta perfezionando la cassaforte che la contiene. Plankton tenterà in tutte le salse di entrare, ma Gary glielo impedisce. Plankton entrerà nel suo guscio, e alla fine sembra riuscire nell'intento. Invece erano solo allucinazioni dovute a fumi velenosi nel guscio.

## Salsa Imbecillicus
Intuendo che l'unica via per avere la formula segreta del Krabby Patty è rendere Mr. Krab stupido come Patrick, Plankton prende un po' del suo DNA dalla sua saliva e crea la Salsa Imbecillicus, che rende tutti gli abitanti, lui incluso, stupidi. Per risistemare tutto, Karen collabora con Sandy per creare un'università ad hoc dove gli abitanti guariscono dalla loro inettitudine venendo rieducati. Krab ricomincia da capo ricreando la ricetta dei Krabby Patty, sconfiggendo Plankton, rimasto stupido.

## L'ammutinamento del Krusty Krab
Su Bikini Bottom e il Krusty Krab si abbatte una violenta corrente di risacca che solleva tutta la città in un violento vortice. Mr. Krab non si scompone minimamente e non permette a nessuno di uscire dal suo ristorante, a maggior ragione essendo quello il giorno di paga. I clienti del Krusty Krab lo definiscono un "tiranno" e "ammutinano" eleggendo come "capitano" Squiddi, il quale, alla vista di un gigantesco mostro marino (la corrente ha scaraventato il locale in un posto sperduto ed esotico), si spaventa e, quando prova a combatterlo, viene da subito divorato da esso. Tutti quanti chiedono allora a Krab di ritornare alla "guida del timone", ed egli accetta solo dopo averli umiliati facendoli supplicare. Grazie alla guida dispotica di Krab, il mostro viene sconfitto, Squiddi esce dalla pancia del mostro e, infine, Krab costringe Squiddi e gli altri "disertori", a trainare il Krusty Krab, fatta eccezione per SpongeBob. 

## Via il dente, via il dolore
Patrick sente un forte dolore a un dente. SpongeBob vorrebbe portarlo allora da uno strampalato dentista, ma Patrick non vuole perché ha paura che il dentista, togliendoli il dente, gli faccia male. SpongeBob è dunque costretto a trascinarlo di peso. Il dentista afferma che il mal di denti di Patrick è causato dal fatto che il suo "dentino da latte" sta per cadere e che è dunque necessario rimuoverlo. SpongeBob cerca di convincerlo a farselo rimuovere, ma l'amico, testardamente, non si lascia convincere. SpongeBob riuscirà a convincerlo solo quando gli parla del "Traghetto dei Dentini", un luogo dove i denti che cadono vivono felici e contenti (parodia della fatina dei denti, che in inglese si dice Tooth Fairy e il "Traghetto dei Dentini" è Tooth Ferry). Squiddi, convinto sia solo una favola, ne approfitta nuovamente per cercare di distruggere l'amicizia dei due, dicendo altresì che se SpongeBob riuscirà a dimostrare l'esistenza del Traghetto, mangerà un secchio di pastura andata a male (simile a quella del Chum Bucket). SpongeBob riesce a dimostrare a Patrick che il Traghetto dei Dentini esiste veramente e così il suo dentino raggiunge i suoi amici nel traghetto. Dunque Squiddi, come karma per aver cercato ancora di dividere SpongeBob e Patrick, viene costretto da questi ultimi a fare ciò che ha promesso; i suoi denti, tuttavia, non potendo farcela, gli cadono tutti e, a nuoto, cercano di raggiungere il Traghetto.